# Ramuschenti
Ramuschenti war ein lokaler Fürst in Ägypten zur Zeit der 11. Dynastie. Sein Haupttitel war Großes Oberhaupt des Säbelantilopengaues. Er war damit Gaufürst in dieser oberägyptischen Provinz. Ramuschenti ist vor allem von seinem Grab in Beni Hasan (Nr. 27) bekannt. Es handelt sich um ein Felsengrab mit einer ausgemalten, in den Fels gehauenen Kultkapelle. Nur zwei Wände dieser Kultkapelle sind in der Antike bemalt worden, anscheinend ist das Bildprogramm nie fertiggestellt worden. Die Wandmalereien haben stark unter unsachgemäßen modernen Restaurierungen gelitten. Die chronologische Einordnung von Ramuschenti wird in der Forschung kontrovers diskutiert. Er wurde zunächst in die Erste Zwischenzeit gesetzt. Die neuere Forschung bevorzugt eine Datierung in die 11. Dynastie (um 2020 v. Chr.).